# Selkenfelde

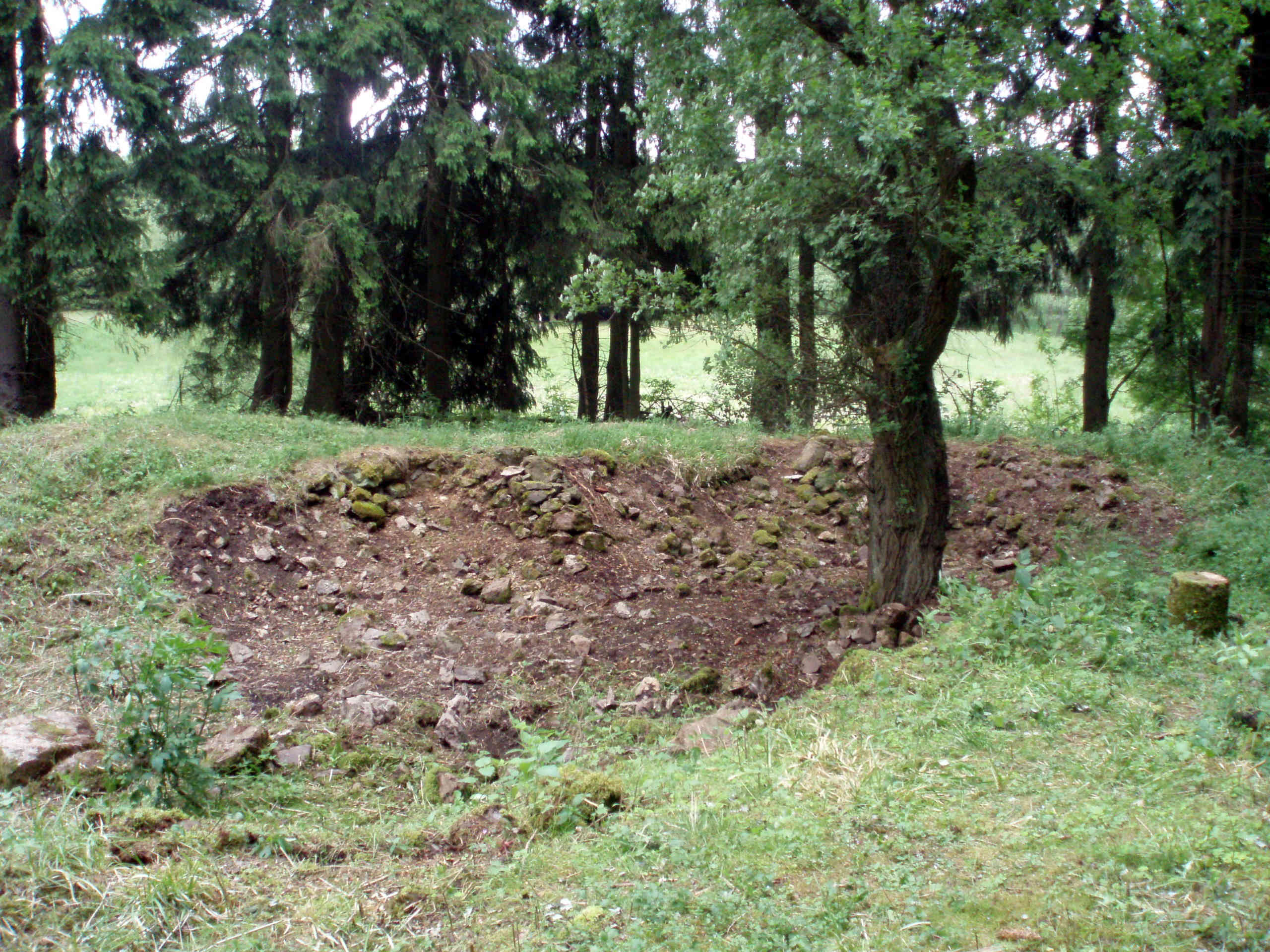
Fundamentreste der Selkirche

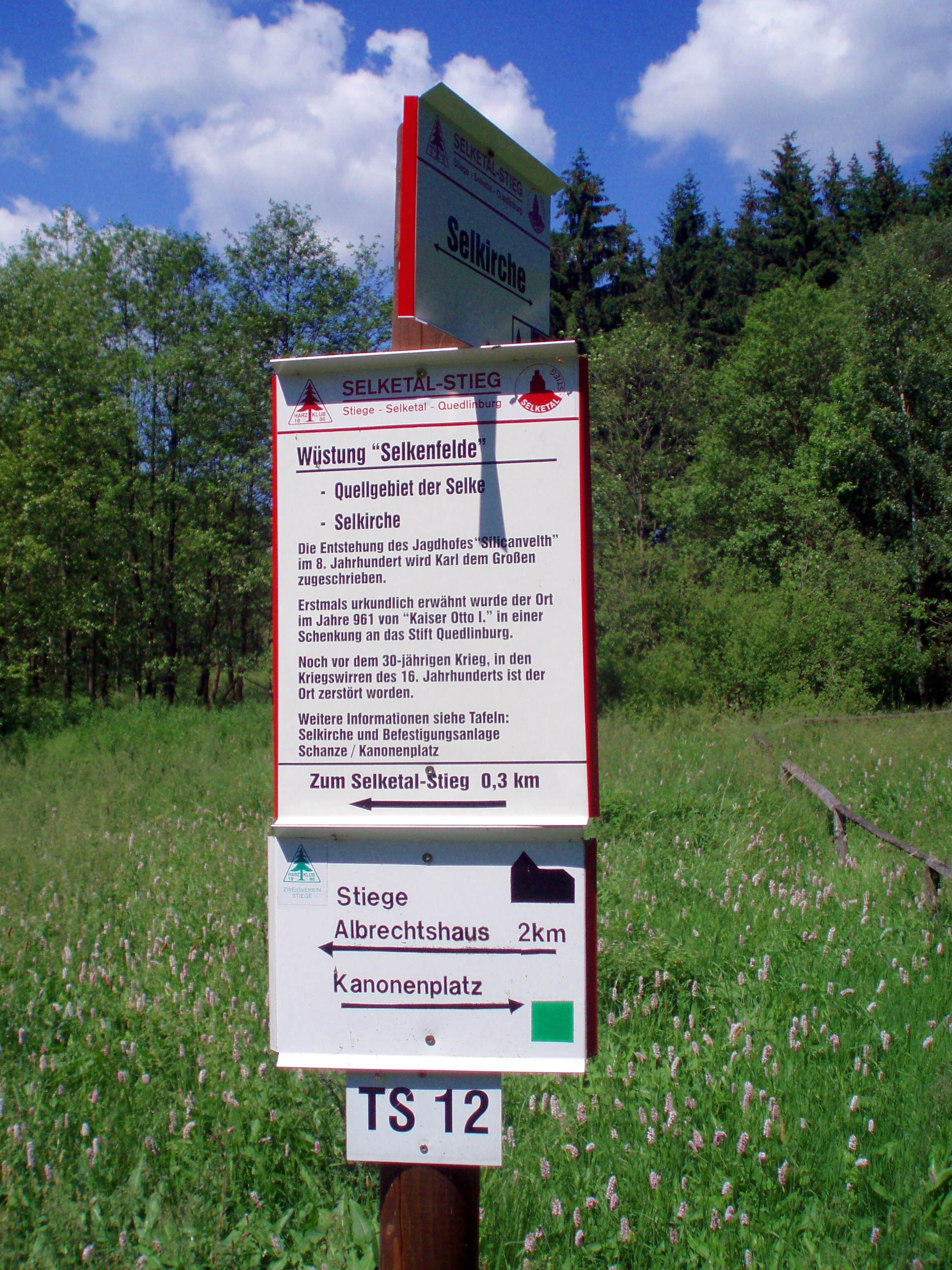
Infotafel: Wüstung Selkenfelde

Selkenfelde im Harz ist eine Wüstung nahe dem Ortsteil Stiege im Stadtgebiet von Oberharz am Brocken im Landkreis Harz in Sachsen-Anhalt.

## Geographische Lage
Die Wüstung Selkenfelde liegt im Unterharz im Naturpark Harz/Sachsen-Anhalt. Sie befindet sich etwa 1,7 km (Luftlinie) nordwestlich des Abzweigs der nach Breitenstein (zur Gemeinde Südharz) führenden Landesstraße 236 von der Bundesstraße 242 (Harzhochstraße) zwischen den an dieser Bundesstraße gelegenen Ortschaften Stiege (zu Oberharz am Brocken) und Güntersberge (zu Harzgerode). Zwischen der Bundesstraße im Osten und der Selketalbahn im Westen liegt sie auf 495 m ü. NN im Wald des Forst Stiege, am Rand des Naturschutzgebiets Oberes Selketal. Andere Angaben nehmen die Lage des Siedlungsareals etwas weiter westlich, westlich der Selkirche an. Wenige Hundert Meter entfernt entspringt die Selke.

## Geschichte
Der Jagdhof Silicanvelth soll der Legende nach auf Karl den Großen im 8. Jahrhundert zurückgehen. Die Ersterwähnung erfolgte 961 in zwei Urkunden des Königs Otto I. bzw. Mitkönigs Otto II. vom 15. und 25. Juli als Silicanvelth.

## Wandern
Vorbei an der Wüstung Selkenfelde verläuft der Selketalstieg. Die Wüstung ist als Nr. 55 in das System der Stempelstellen der Harzer Wandernadel einbezogen.